# Amerila astreus
Amerila astreus là một loài bướm đêm thuộc phân họ Arctiinae, họ Erebidae.